# Коле Калво (Л'Аквила)
Коле Калво (итал. Colle Calvo) је насеље у Италији у округу Л'Аквила, региону Абруцо.
Према процени из 2011. у насељу је живело 34 становника. Насеље се налази на надморској висини од 847 м.